# Maroua
Maroua  este un oraș  în partea de nord a Camerunului, pe râurile Ferngo și Kaliao. Este reședința provinciei Extrem Nord.